# Panopea
Nella mitologia greca Panopea (anche Panope, Pinope o Panopeia) era una delle Nereidi, figlia di Nereo.